# Günter Wiegelmann
Günter Wiegelmann (* 31. Januar 1928 in Essen; † 2. Oktober 2008) war ein deutscher Volkskundler.

## Werdegang
Wiegelmann studierte zunächst Geographie, Germanistik und Volkskunde an der Universität Köln und schloss 1954 mit dem Staatsexamen ab. Von 1955 bis 1966 war er Assistent beim Atlas der deutschen Volkskunde in Frankfurt und Bonn. 1957 promovierte er an der Kölner Universität mit der Dissertation Natürliche Gunst und Ungunst im Wandel rheinischer Agrarlandschaften. Erörtert anhand von Untersuchungen in der nördlichen Eifel, im Bereich der unteren Saar (Saargau und Hochwald) und im Saarland. 1966 folgte die Habilitationsschrift an der Universität Bonn: Alltags- und Festspeisen. Wandel und gegenwärtige Stellung. Anschließend wurde er dort Dozent für Volkskunde, 1968 Wissenschaftlicher Rat und Extraordinarius an der Universität Mainz, 1971 Ordinarius und Seminardirektor der Universität Münster; 1993 wurde er dort emeritiert.
Zwischen 1969 und 1977 war er Vorsitzender der Deutschen Gesellschaft für Volkskunde (DGV), zwischen 1971 und 1983 Managing Editor der Zeitschrift Ethnologia Europaea, von 1971 bis 1993 Vorsitzender der Volkskundlichen Kommission für Westfalen sowie Herausgeber der Rheinisch-westfälischen Zeitschrift für Volkskunde.
Wiegelmann publizierte zur Volkskultur Mittel- und Nordeuropas, Wissenschaftsgeschichte, Kulturraumforschung, Nahrungsforschung sowie Theorien und Methoden.
2012 vergab die Gesellschaft für Volkskunde Münster e. V. erstmals den mit 800 € dotierten Günter Wiegelmann-Preis für hervorragende Dissertationen, Magister- oder Masterarbeiten. Erster Preisträger ist der Volkskundler Frederik Grundmeier.

## Publikationen (Auswahl)
- Natürliche Gunst und Ungunst im Wandel rheinischer Agrarlandschaften. Erörtert anhand von Untersuchungen in der nördlichen Eifel, im Bereich der unteren Saar (Saargau und Hochwald) und im Saarland (= Kölner geographische Arbeiten. Heft 12, ISSN 0454-1294). Selbstverlag des Geographischen Instituts der Universität Köln, Köln 1958, (Zugleich: Köln, Universität, Dissertation, vom 6. Mai 1959).
- Alltags- und Festspeisen. Wandel und gegenwärtige Stellung (= Atlas der deutschen Volkskunde. Neue Folge. Beiheft 1). Elwert, Marburg 1967 (Zugleich: Bonn, Universität, Habilitations-Schrift, 1967; später als: Alltags- und Festspeisen in Mitteleuropa. Innovationen, Strukturen und Regionen vom späten Mittelalter bis zum 20. Jahrhundert (= Münsteraner Schriften zur Volkskunde. Europäischen Ethnologie. Band 11). 2., erweiterte Auflage, unter Mitarbeit von Barbara Krug-Richter. Waxmann, Münster u. a. 2006, ISBN 3-8309-1468-7).
- mit Hans J. Teuteberg: Der Wandel der Nahrungsgewohnheiten unter dem Einfluß der Industrialisierung (= Studien zum Wandel von Gesellschaft und Bildung im Neunzehnten Jahrhundert. Band 3). Göttingen 1972.
- als Hrsg. mit Edith Ennen: Festschrift Matthias Zender. Studien zu Volkskultur, Sprache und Landesgeschichte. 2 Bände. Herausgegeben in Verbindung mit Banimir Bratanic, Jorge Dias, Henri Draye, Gerda Grober-Glück, Franz Petri und Rudolf Schützeichel. Bonn 1972.
- als Hrsg. mit Matthias Zender und Gerhard Heilfurth: Volkskunde. Eine Einführung (= Grundlagen der Germanistik. Band 12). Berlin 1977.
- als Hrsg. mit Heinrich Leonard Cox: Matthias Zender: Gestalt und Wandel. Aufsätze zur rheinisch-westfälischen Volkskunde und Kulturraumforschung. Röhrscheid, Bonn 1977, ISBN 3-7928-0395-X.
- Theoretische Konzepte der europäischen Ethnologie. Diskussionen um Regeln und Modelle (= Grundlagen der europäischen Ethnologie. Band 1). Lit, Münster u. a. 1991, ISBN 3-88660-651-1.